# Кенигштајн на Таунусу
Кенигштајн на Таунусу (њем. Königstein im Taunus) град је у њемачкој савезној држави Хесен. Једно је од 13 општинских средишта округа Хохтаунус. Према процјени из 2010. у граду је живјело 15.764 становника. Посједује регионалну шифру (AGS) 6434005.

## Географски и демографски подаци
Кенигштајн на Таунусу се налази у савезној држави Хесен у округу Хохтаунус. Град се налази на надморској висини од 200–500 метара. Површина општине износи 25,1 km². У самом граду је, према процјени из 2010. године, живјело 15.764 становника. Просјечна густина становништва износи 629 становника/km².

## Међународна сарадња
| Мјесто | Држава    | Врста сарадње | Од    |
| ------ | --------- | ------------- | ----- |
|        | Пољска    | партнерство   | 2005. |
|        | Француска | партнерство   | 1967. |
|        | Француска | партнерство   | 1972. |
| Извор  |           |               |       |